# Chiesa di San Pietro (Forlimpopoli)
La chiesa di San Pietro Apostolo  è un edificio di culto situato in via Andrea Costa a Forlimpopoli, in provincia di Forlì-Cesena. Risalente alla seconda metà del XIV secolo, è sede dell'omonima parrocchia del Vicariato di Bertinoro-Forlimpopoli della diocesi di Forlì-Bertinoro.

## Storia
Una chiesa dedicata a san Pietro apostolo era già presente a Forlimpopoli. Edificata nel 1108, andò distrutta nel 1361, e l'unica testimonianza rimasta di essa è un'iscrizione posta sull'attuale chiesa.
L'attuale chiesa fu edificata negli anni successivi alla distruzione della precedente ed è menzionata in alcuni documenti del 1402.
La chiesa assunse l'aspetto attuale tra il 1823 e il 1837, in cui viene adeguata allo stile neoclassico in voga all'epoca.
Fu riconsacrata il 13 giugno 1852 dall'allora vescovo di Bertinoro, Giambattista Guerra.
L'edificio fu restaurato nel 1962. I lavori portarono alla luce sia resti dell'antico edificio romanico, che decori risalenti al XV secolo.
Attualmente è sede di una delle due parrocchie del comune, e comprende la chiesa della Risurrezione e il Santuario della Madonna del Popolo.